# سیاست در مصر

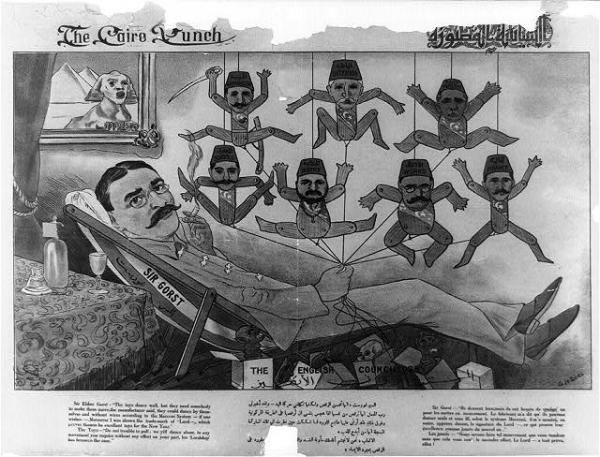
تصویری از یک کاریکاتور سیاسی که سر الدون گورست، سرکنسول بریتانیا در مصر را در حالی که خوابیده است و بندهای عروسک‌های خیمه شب بازی را در دست گرفته است نشان می‌دهد.

سیاست در مصر (عربی: السياسة في مصر) در چارچوب جمهوری نیمه‌ریاستی است، به طوری که رئیس‌جمهور، رئیس کشور و نخست‌وزیر، رئیس دولت است.

## رئیس‌جمهور
در ۱۸ ژوئن سال ۱۹۵۳ بعد از اینکه جنبش افسران آزاد اقدام به کودتا علیه فاروق یکم در ۲۳ ژوئیه سال ۱۹۵۲ نمود، پسر خردسال وی را به عنوان پادشاه این کشور به جای ملک فاروق به تخت سلطنت نشاندند و بعد از مدت کوتاهی او را نیز از سلطنت برکنار و کل خانواده سلطنتی را از مصر به کشورهای دیگر تبعید نمودند. کودتایی که امروز بنام انقلاب ژوئیه ۱۹۵۲ شناخته می‌شود به فرماندهی سرتیپ ستاد محمد نجیب بعد از اینکه ملک فاروق وی را به عنوان وزیر جنگ انتخاب نمود، انجام شد. وی بعد از آن از طرف شورای افسران آزاد به عنوان اولین رئیس‌جمهور مصر در ۱۸ ژوئن ۱۹۵۳ انتخاب گردید.
بعد از وی جمال عبدالناصر جانشین وی گردید و جانشین جمال عبدالناصر، انور سادات بود، بعد از ترور انور سادات، صوفی ابو طالب به مدت ۸ ماه به عنوان رئیس‌جمهور موقت در این منصب خدمت کرد و سپس حسنی مبارک به این سمت برگزیده شد تا اینکه شورای عالی نیروهای مسلح مکلف به مدیریت امور کشور در ۱۱ فوریه ۲۰۱۱ شد، بعد از اینکه انقلاب ۲۵ ژانویه ۲۰۱۱ محمد حسنی مبارک را وادار کرد که اداره امور کشور را به شورای نظامی واگذار کند. در ماه ژوئن سال ۲۰۱۱  انتخابات ریاست جمهوری در مصر برگزار شد و محمد مرسی به عنوان رئیس‌جمهور کشور برگزیده شد، بعد از تظاهرات‌هایی که در سال ۲۰۱۳ علیه محمد مرسی انجام شد مجدداً در کشور یک کودتای نظامی دیگر اتفاق افتاد و عدلی منصور به عنوان رئیس‌جمهور موقت عهده‌دار این منصب گردید، در سال ۲۰۱۴ مجدداً در کشور مصر انتخابات برگزار شد و عبدالفتاح سیسی به عنوان رئیس‌جمهور انتخاب گردید.

## قانون اساسی
قانون اساسی عبارت است از قانونی است که در رفراندوم سال ۱۹۷۰ اکثریت مردم مصر به آن رأی دادند، این قانون اساسی در سال‌های ۱۹۸۰، ۲۰۰۵ ،۲۰۰۷ و۲۰۱۱ مورد بازبینی و تعدیل قرار گرفته است، آخرین تغییرات مربوط به سال ۲۰۱۱ است، در این سال ابتدا شورای نظامی یک رفراندوم برگزار نمود که در آن اکثریت مردم رأی به تعدیل قانون اساسی دادند، بعد از آن شورای نظامی یک هیئت را برای انجام اینکار انتخاب نمود، بعد از انجام تغییرات و تعدیل‌ها در قانون اساسی قانون جدید در ۱۹ مارس ۲۰۱۱ به رفراندوم گذاشته شد، اکثریت مردم با این تعدیلات و تغییرات که شامل ۶۳ ماده می‌شد با این رفراندوم موافقت کردند. قانون اساسی که امروز در مصر اجرا می‌شود قانون اساسی است که حوالی ۶۳٫۸ درصد مردم مصر در ۳۰ نوامبر ۲۰۱۲ به آن رأی موافق دادند.
بعد از تظاهرات‌های ۳۰ ژوئن سال ۲۰۱۳ و کودتای نظامی که بعد از آن اتفاق افتاد و منجر به متوقف شدن اجرای قانون اساسی سال ۲۰۱۲ گردید، در این تاریخ یک هیئت ده نفره مشخص شد و مکلف گردید که مجدداً قوانین قانون اساسی را مورد بازبینی و تعدیل قرار بدهد، این هیئت به کار خودش در ۲۰ اوت ۲۰۱۳ پایان داد، در مرحله دوم تعدیلات قانون اساسی در همین سال یک هیئت متشکل از ۵۰ نفر که اسامی‌شان نیز در یکم سپتامبر ۲۰۱۳ اعلام گردید تشکیل شد، این هیئت در ۸ سپتامبر ۲۰۱۳ عمرو موسی را به عنوان رئیس این هیئت انتخاب نمودند. در قانون اساسی اولیه تهیه شده این هیئت بسیاری از موارد جدید در آن تعیین تکلیف شده است منجمله تأسیس احزاب دینی در این قانون ممنوع اعلام گردید. این قانون اساسی در ۳ دسامبر ۲۰۱۳ به رئیس‌جمهور موقت عدلی منصور ارائه شد و سپس در روزهای ۱۴ و۱۵ ژانویه ۲۰۱۴ به رفراندوم عمومی گذاشته شد. در این رفراندوم ۳۸٫۶ درصد واجدین شرایط شرکت کردند، در این رفراندم بر اساس آماری که هیئت برگزاری رفراندوم ارائه کرد ۹۸٫۱ درصد شرکت کنندگان به این قانون اساسی رأی مثبت دادند و ۱٫۹ درصد آن را رد کردند.